# Protaetia whitehousei
Protaetia whitehousei är en skalbaggsart som beskrevs av Hermann Rudolph Schaum 1848. Protaetia whitehousei ingår i släktet Protaetia och familjen Cetoniidae. Inga underarter finns listade i Catalogue of Life.